# クリストファー・レン
サー・クリストファー・マイケル・レン（Sir Christopher Michael Wren, ユリウス暦1632年10月20日 - 1723年2月25日、現行グレゴリオ暦1632年10月30日 - 1723年3月8日）はイギリスの建築家、天文学者。イギリス王室の建築家であり、ロンドン大火からの復興を行い、バロック建築をイギリスに取り入れた人物、として知られている。

## 生涯
同名の父クリストファー・レンはウィンザーの首席司祭で、伯父のマシュー・レンはイーリーの司教で、2人とも高教会派の中心人物であった。
ウエストミンスター・スクールで教育を受け、15歳のときには外科医学校で解剖学の教師をしばらく務め、その後オックスフォードに赴き、のちに王立協会を創設する一派と親交をもつに至る。その後数学者として活躍、1657年にはロンドン大学、1661年にはオックスフォード大学に戻り25歳で天文学教授に就任。
イーヴリンは彼を「奇蹟の若者」と呼び、ニュートンも彼を当時のもっとも優秀な幾何学者の一人であると考えていた。
図学特に遠近画法の科学的研究やイタリア人建築家ベルニーニなどの美学をもとに幾何学を研究テーマにしていたことから、建築や都市計画を自身の研究の応用分野として捉えていた。
1660年から事業省で、ジョン・デンハムのもとでサーベイヤーを務めていて、1666年のロンドン大火が起こる4年前から広場や都市計画のあり方について独自に研究していた。その傍らで、1663年にオックスフォードのシェリドニアン劇場と、ケンブリッジ大学のペンブローク・カレッジのチャペルを手がける。シェリドニアンのトラス屋根を採用するなど、この時点ではまだ素人域であったが、設計に際し優れた才能を見せ付けている。
その後セント・ポール大聖堂の修復を指名されると、彼の経歴は新たな局面を迎える。
1665年から1666年にかけては、主に建築を勉強するためにパリで8〜9カ月滞在、フランドルやオランダをも足を運んだ。滞在中マンサールやル・ヴォーからもより多くを学んだと考えられ、彼らの作品を研究し、フランス建築とオランダ建築に主な影響を受けているとされる。パリでルーブル宮殿の改築計画計画（1664-1665年）に携わっていたローマの建築家ジャン・ロレンツォ・ベルニーニにも会っており、こうしてフランスやイタリアのバロック建築から多くのものを学んだ。
1666年にロンドン大火が起こった当時は34歳、復興のため壮大な都市計画を構想した。彼のユートピア的な都市計画は大地主の反対により実現しなかったが、レンは大火が起きるのを防ぐための法制度整備に努めた。ロンドンの大火の後に制定された再建法（1667）に基づいて監督官の一人として指名され、1669年には王室建設局 (Royal Board of Works) の建築総監 (Surveyor General) (英語版) となった。この「再建法」により家屋の不燃化や道路の幅員などが定められ、今日に続くロンドンの都市の骨格が形成されることになった。
また、50を超える焼失した教会堂の再建に当たった。彼の経験主義的な精神のあらゆる側面はセント・ポール大聖堂をはじめ50数棟のシティ・チャーチの再建に表現されているとされる。レンの手がけたシティ・チャーチは1670年から1686年までの間に建設されたが、先例経験のない教会の再建によってその最盛期である1677年には30近くの教会が建設再建中であったという。あるものはやや急いで計画されていて、仕上げも粗雑なシティ・チャーチも多い。その中で詳細に見ればより学問的で洗練されているのが傑作「セント・ポール大聖堂」であり、精神的新鮮さと創意、冒険的な経験主義を示しているとみられている。
セント・ポール大聖堂は最も壮大なもので、レンの代表作である。そのドームは世界でもっとも雄大で平静なものの一つであり、様式は純粋な古典主義を採用、特にバロックの影響はこの建物の到る所、とくに塔、正面ファサード、そして擬パースペクティヴ窓のニッチや、身廊のバットレスを隠すための側面立面の偽の上階部分といった錯覚をよぷ特徴、においてあきらかである。内部は見かけは古典主義的であるが、多くのバロック的そぶりが含まれている。イニゴー・ジョーンズの作品は別として、当時英国に古典主義的な教会建築の先例はなかったのである。この建物は1675年に起工されて1709年に完成されたが、レンはまだ生きていて、それを見ることができた。
彼が設計する建築の平面構成は極端に多様であり、大胆に独創的であることもしばしばあった。聖スティーブン・ウォルブルック教会（1672年）はセント・ポール大聖堂の先駆けで、コーンヒルのセントピーター教会（1677年から1681年）は彼独特のヴォールトが架けられた身廊と側廊のある二層ギャラリーの教会を最初に示した。この形式はのちにセント・クレメント・デインズ教会（1680年起工）とピカデリーのセント・ジェームズ教会（1683年起工）でも試みられる。
また尖塔のデザインにおいてもよく見られ、ロンドン東部のセントダンスタン教会のネオ・ゴシックから、セント・ヴェディスト教会とセント・プライド教会のホッロミーニ的な幻想にあふれるものまでさまざまである。
このほか、ハンプトン・コート、グリニッジなどの宮殿を建設。ハンプトン・コートでの大がかりかつ入念な増築と改築のうちでは、現在後者の断片しか残っていない。またこれはアシスタントであったウィリアム・トールマンによって修正され変更されているともいわれている。実際彼の設計であるというものは希望的観測にもとづいて与えられたものが多いとされ、確実に彼によるものとされる都市住宅やカントリー・ハウスはない。ホクスムアは注目に値する唯ひとりの彼の弟子であるが、彼が建設局を支配していた間に与えた影響は広く深い。
トーリー党との関係で1685年と1701年の二度にわたり下院議員にもなる。1688年のホイッグ革命は生き延びたが、1714年にジョージ1世の即位時に官職は失う。
そのほか、王立協会創設時のメンバーでもあり、これらの功績によりサー（Sir）の称号が与えられている。1673年に、オックスフォードでの教授職を辞任した際には、ナイト爵に列せられた。
私生活では、彼は二度結婚しており、最初はサー・ジョン・コップヒルの娘と、二度目にはリフォードのフィッツウィリアム卿の娘と結婚した。そして自ら記したところによれば、「神の慈悲により王室の勤務に長い人生を費やし、世の中にいくらかその存在を知らしめて」、90歳で死去する。ロンドン南西ハンプトン・コート宮殿の敷地内で唯一、アン女王より貸し与えられた邸宅（The Old Court House）に居住していたが、自身の傑作であるセントポール大聖堂を間近で見るために、ウェストミンスター附近界隈のセントジェームズ・ストリート（St James's Street）にも別宅を設けていた。齢90になる1723年3月7日、セントポールを見に行ったその日に風邪をこじらせて、翌朝方、執事が起こしに来て睡眠中に亡くなっているのが発見された。
なお、小惑星(3062)のレンは、彼の功績を称えて命名された。1981年から1996年にかけて用いられた50UKポンド紙幣に肖像が描かれている。

## 主な建築物
建設局の事業として設計関与したもの
- セント・ポール大聖堂
- 聖スティーブン・ウォルブルック教会
- ハンプトン・コート東側
- 廃兵院（1682-1692）
- ペインティッド・ホール（1698）
- グリニッジ・ホスピタル（1694他）

個人名義で委託して設計
- ケンブリッジのトリニティ・カレッジの図書館（1676年から1684年）
- オックスフォード・クライスト・チャーチのトム・タワー
- ロンドンのマールバラ・ハウス（1709年から1710年　現在残っているのはかなり改修されている）

## 関連
- バロック建築
- ロンドン大火

### 文献
- A.T.Bolton ed The Wren Society 20vols 1924-1943
- E.F.Sekler Wren and his Place in European Architecture 1956
- J．Summerson  C.Wren  1952
- M.Whinney Wren  1971
- K.Downes C.Wren 1971．